# Arnold Bersier
Pour les articles homonymes, voir Bersier.
Arnold Bersier, né le 7 novembre 1906 au Mazet-Saint-Voy (Haute-Loire, France) et mort le 16 décembre 1978 à Lausanne, est un enseignant à l'Université de Lausanne, géologue et conservateur vaudois.

## Biographie
Originaire de Genève et Cugy (Fribourg), puis de Lausanne (1956), Arnold Bersier suit ses études dans cette dernière ville où il obtient successivement sa maturité en 1925, deux licences (sciences naturelles, 1928 et sciences de la terre, 1930), et finalement son doctorat (en sciences) en 1936. Gymnasien à Lausanne, il consacre ses vacances à l'étude géologique des environs de Cheseaux où sa famille est installée. Il s'intéresse déjà aux sujets de ses futurs travaux : histoire du bassin molassique, modelé du paysage, application pratique des connaissances géologiques.
Dans les années 1930, Arnold Bersier se tourne vers l'analyse sédimentologique et pétrographique. Il se spécialise en sédimentologie à Paris (1933-1934), où il assiste notamment aux cours dispensés par le renommé Lucien Cailleux, le maître de l'étude micrographique des roches sédimentaires. De retour à Lausanne, il installe un petit laboratoire de sédimentologie et développe, en précurseur, tout un éventail de nouvelles techniques d'analyse de la molasse reprises par d'autres plus tard. Il intègre l'histoire de la molasse à celle des Alpes et aide par là à mieux comprendre leur formation. En 1936, il soutient sa thèse de doctorat sur la géologie du Jorat, qui inaugure une longue série de travaux sur les mécanismes et les causes de la sédimentation molassique.
Dès 1940, consécutivement aux difficultés d'approvisionnement en combustible, le Bureau fédéral des mines confie à Arnold Bersier la surveillance des mines de charbon vaudoises, situées pour la plupart dans les secteurs molassiques de Paudex, Belmont[Lequel ?] et Oron. En 1958, Bersier organise à Lausanne la session du Ve Congrès international de sédimentologie au cours duquel il présente un exposé des causes et mécanismes de la sédimentation molassique. Ce travail confirmera sa réputation scientifique et lui vaudra un siège au Conseil de l'association internationale de sédimentologie. Un autre domaine de recherche que Bersier a toujours pratiqué a trait au modelé du paysage vaudois actuel, son histoire et les mécanismes de sa formation.
Géologue-préparateur au Musée géologique cantonal dès 1932, Bersier va en devenir le directeur en 1940, lorsque Maurice Lugeon prend sa retraite. Dans le cadre de ses nombreuses activités muséologiques (1940-1967), il rend accessibles des collections de milliers d'échantillons de roches, fossiles et minéraux, et met sur pied une remarquable exposition temporaire, consacrée au charbon vaudois, en 1946. En 1948, Bersier est chargé des expertises dans le domaine de l'hydrogéologie vaudoise. La Faculté des sciences de l'Université de Lausanne s'attache Arnold Bersier en 1941 en le nommant privat-docent pour un cours sur l'altération et la sédimentation des roches. Promu successivement chargé de cours en 1951, professeur associé en 1959, professeur extraordinaire en 1963, il accède à l'ordinariat en 1967. Il enseigne la sédimentologie à l'Institut de géologie de l'Université et, dès 1956, la pétrographie technique et la pédologie à l'EPUL. Après avoir quitté le musée en 1967, Arnold Bersier prend sa retraite en 1975, non sans avoir au préalable mis tous ses efforts dans la création et le développement d'un laboratoire de pétrographie et de géologie à l'EPFL. Président de la Société vaudoise des sciences naturelles et de la Société paléontologique suisse, secrétaire de la Société géologique suisse, il fut aussi l'instigateur de la création, en 1950, du Bulletin des géologues de l'Université de Lausanne (GUL).

## Sources
- « Arnold Bersier », sur la base de données des personnalités vaudoises sur la plateforme « Patrinum » de la Bibliothèque cantonale et universitaire de Lausanne.
- Marc Weidmann et Héli Badoux, "Arnold Bersier (1906-1978), in Bulletin de la Société vaudoise des sciences naturelles, 74 (1979), p. 345-355
- Olivier Robert, Francesco Panese, Dictionnaire des professeurs de l'Université de Lausanne dès 1890, p. 70
- * Henri Masson, « Arnold Bersier » dans le Dictionnaire historique de la Suisse en ligne.